# 鏡岩善四郎
鏡岩 善四郎（かがみいわ ぜんしろう、1902年5月4日 - 1950年8月6日）は、青森県上北郡四和村（現：青森県十和田市）出身で粂川部屋に所属した大相撲力士。本名は佐々木 善四郎（ささき ぜんしろう）。最高位は西大関。

## 来歴

### 猛牛、角界へ入門
1902年5月4日に青森県三戸郡猿辺村（現：三戸町）に生まれる。幼いころに父親と死別し、母親の再婚に伴い上北郡四和村に移り住む。
子供の時から草相撲に出場し、怪力として鳴らした。そんな善四郎少年を見つけた粂川から勧誘されて粂川部屋に入門、1922年1月場所で初土俵を踏んだ。入門が遅かったために昇進も遅く、1927年10月場所で新十両昇進、1928年3月場所で新入幕を果たしたが、入幕時で既に25歳と決して速くなかった。それでも幼少期から鍛え上げた怪力で大八車を軽々と持ち上げたり、北海道での巡業では約1トンもある牛の角を掴んでは軽々と捻り倒すほどだったことから「猛牛」との渾名が付けられた。
入幕後は8勝を挙げる活躍を見せるがそれ以外は負け越すか6勝5敗が多く、猛牛との渾名から前へスピードある相撲を見せるかと思われるが、鏡岩の相撲は非常にゆったりとしていた。それでも1931年1月場所、同年3月場所では9勝2敗の好成績を挙げており、1932年に勃発した春秋園事件では革新力士団に加わって日本相撲協会を一時脱退したが、すぐに帰参して小結昇進（1934年5月場所、この場所は11戦全敗だった）、この時点で29歳だった。

### 大関昇進～粂川部屋継承
新小結だった場所でまさかの全敗を喫して平幕に降格した1935年1月場所では、2日目に駒ノ里秀雄戦で敗れただけの10勝1敗の好成績を記録して玉錦三右エ門と並んでの優勝同点となったが、当時は優勝決定戦が存在せず、代わりに番付上位の者が優勝する制度が存在していたため、この場所は横綱だった玉錦が優勝となった。ここから鏡岩の快進撃が続き、1936年1月場所には関脇に昇進すると8勝3敗、同年5月場所で9勝2敗の好成績を挙げ、5月場所で11戦全勝での幕内最高優勝を果たした双葉山定次と同時に大関へ昇進したが、そのとき既に34歳だった。双葉山とは関取になる前から兄弟のような付き合いをして互いに信頼し、「兄貴」と呼ばれていた。
1938年に師匠・粂川が亡くなると、二枚鑑札によって粂川部屋を継承した。大関昇進後は年齢的な体力の限界から従来までの怪力ぶりを発揮する相撲ではなく、勝負に恬淡として土俵を楽しむ相撲が多くなっていく。具体的には男女ノ川登三を居反りで、当時新鋭だった羽黒山政司を二丁投げで破るなど、様々な技を繰り出して相手を倒す技巧派へ転身した。1939年5月場所で4勝11敗と大きく負け越したことで大関陥落が決定的になったために現役を引退し、年寄専任となった。

### 双葉山相撲道場へ移籍
現役引退後は、年寄・粂川として勝負検査役を務めた。粂川部屋では二枚鑑札によって部屋を継承した時点から既に何人かの十両力士を輩出していたが、1941年の年末に双葉山定次が立浪部屋から独立、新たに双葉山相撲道場を設立した際に、粂川が双葉山の人柄に心酔していたことから部屋に所属する力士全員（この中に、後に横綱へ昇進する鏡里喜代治も含まれている）に「いいか、今日からは日本一の双葉山がお前たちの師匠だ」と言って双葉山相撲道場へ移籍させて粂川部屋は閉鎖、自身は双葉山相撲道場の部屋付き親方として後進の指導に当たった。自身が勧誘した鏡里は晩年、自身の付き人を行っていた。
1950年8月6日に死去、48歳没。

## 人物
均整の取れた堅固な体格で愛嬌があり、右四つで寄る取り口で、小兵や非力な力士に対しては強かった。しかし連相撲が多く、好不調の波が非常に激しかった。

## エピソード
- 1939年1月場所11日目の磐石熊太郎戦で、水が入って二番後に取り直しとなったが、鏡岩が長時間の熱戦から疲労によって棄権を申し出たところ、磐石が不戦勝を承諾しなかったので、二人とも不戦敗という珍しい記録を残している。
- 力士は通常髭を伸ばすことは御法度（連勝中などの縁起担ぎはお目こぼしされている）だが、鏡岩は大関昇進後鼻の下にちょび髭を生やして土俵に上がったことがある。この時の風貌から「角界の菊池寛」の愛称がついた。
- 鏡岩の二の腕には「花」と一文字だけ小さな刺青を入れていた。力士にとって刺青は御法度だったが、なぜか見逃されていた（見て見ぬふりをされていた）。「花」という文字の由来については「花のごとく潔く散ろうという心意気」「かつての愛人の名前」など様々な憶測が飛んだが、鏡岩は没するまで決して明かさなかった。
- 昭和・平成の名呼出として知られ、初代立呼出の寛吉は遠縁の親戚であったという[7]。
- 1941年1月場所で粂川部屋から初土俵を踏んだ鏡里によると、粂川部屋は鬼竜山雷八 (2代)、鏡岩と師匠二代が南部地方出身だったことから、当時の弟子も五戸錦、恐山、鬼龍川、岩手山、鏡富士、十和田錦、天地風、八ツ鏡、粂ノ盛、柳澤、鏡里と南部出身者が多く、「南部部屋」と呼ばれていたという[8]。

## 主な成績
- 通算成績：239勝183敗1預4休 勝率.566
- 幕内成績：174勝153敗4休 勝率.532
- 大関成績：36勝42敗 勝率.462
- 現役在位：47場所
- 幕内在位：30場所
- 大関在位：6場所
- 三役在位：3場所（関脇2場所、小結1場所）
- 金星：1個（宮城山1個）
- 各段優勝
  - 幕下優勝：1回（1927年5月場所）
  - 序ノ口優勝：1回（1922年5月場所）

### 場所別成績
| 1922年 （大正11年） | （前相撲）               | x                     | 東序ノ口18枚目 優勝 5–0 | x                 |
| 1923年 （大正12年） | 東序二段12枚目 6–4       | x                     | 西三段目46枚目 3–3      | x                 |
| 1924年 （大正13年） | 西三段目40枚目 4–0 (1預) | x                     | 西三段目4枚目 5–1       | x                 |
| 1925年 （大正14年） | 東幕下20枚目 4–2         | x                     | 東幕下8枚目 3–3         | x                 |
| 1926年 （大正15年） | 西幕下10枚目 5–1         | x                     | 東幕下2枚目 3–3         | x                 |
| 1927年 （昭和2年） | 東幕下5枚目 3–3          | 東幕下5枚目 4–2       | 東幕下7枚目 優勝 5–1    | 西十両9枚目 9–2   |
| 1928年 （昭和3年） | 東十両5枚目 6–5          | 西前頭14枚目 8–3 旗手 | 西張出前頭 6–5          | 西張出前頭 8–3    |
| 1929年 （昭和4年） | 東前頭9枚目 8–3          | 東前頭9枚目 6–5       | 東前頭5枚目 5–6         | 東前頭5枚目 5–4–2 |
| 1930年 （昭和5年） | 東前頭6枚目 6–5 ★        | 東前頭6枚目 5–6       | 西前頭4枚目 1–10        | 西前頭4枚目 2–9   |
| 1931年 （昭和6年） | 東前頭14枚目 9–2         | 東前頭14枚目 9–2      | 西前頭4枚目 8–3         | 西前頭4枚目 4–7   |
| 1932年 （昭和7年） | 東前頭2枚目 – 脱退       | x                     | x                       | x                 |
| 1933年 （昭和8年） | 前頭 1–8–2               | x                     | 東前頭11枚目 6–5        | x                 |
| 1934年 （昭和9年） | 東前頭7枚目 7–4          | x                     | 西小結 0–11             | x                 |
| 1935年 （昭和10年） | 東前頭8枚目 10–1         | x                     | 西前頭筆頭 7–4          | x                 |
| 1936年 （昭和11年） | 西関脇 8–3               | x                     | 東関脇 9–2              | x                 |
| 1937年 （昭和12年） | 西張出大関 6–5           | x                     | 西張出大関 9–4          | x                 |
| 1938年 （昭和13年） | 西大関 5–8               | x                     | 西大関 7–6              | x                 |
| 1939年 （昭和14年） | 西大関 5–8               | x                     | 西大関 引退 4–11–0      | x                 |
| 各欄の数字は、「勝ち-負け-休場」を示す。 優勝 引退 休場 十両 幕下 三賞：敢=敢闘賞、殊=殊勲賞、技=技能賞 その他：★=金星 番付階級：幕内 - 十両 - 幕下 - 三段目 - 序二段 - 序ノ口 幕内序列：横綱 - 大関 - 関脇 - 小結 - 前頭（「#数字」は各位内の序列） |                          |                       |                         |                   |

## 幕内対戦成績
| 力士名   | 勝数 | 負数 | 力士名   | 勝数 | 負数 | 力士名   | 勝数 | 負数 | 力士名 | 勝数 | 負数 |
| -------- | ---- | ---- | -------- | ---- | ---- | -------- | ---- | ---- | ------ | ---- | ---- |
| 安藝ノ海 | 1    | 1    | 阿久津川 | 2    | 0    | 朝光     | 3    | 1    | 旭川   | 5    | 4    |
| 朝響     | 1(1) | 2    | 綾川     | 2    | 4    | 綾昇     | 5    | 4    | 荒熊   | 0    | 1    |
| 池田川   | 4    | 3    | 伊勢ノ濱 | 0    | 2    | 五ツ嶋   | 2    | 1    | 大潮   | 1    | 0    |
| 大嶋     | 1    | 0    | 大浪     | 0    | 1(1) | 大ノ里   | 1    | 3    | 沖ツ海 | 0    | 1    |
| 小野錦   | 1    | 0    | 大蛇山   | 0    | 3    | 笠置山   | 5    | 2    | 鹿嶋洋 | 2    | 0    |
| 桂川     | 1    | 0    | 九州山   | 3    | 0    | 清瀬川   | 3    | 0    | 錦華山 | 3    | 0    |
| 古賀ノ浦 | 3    | 2    | 小嶋川   | 1    | 0    | 駒錦     | 1    | 0    | 駒ノ里 | 3    | 1    |
| 潮ヶ濱   | 2    | 0    | 信夫山   | 1    | 3    | 清水川   | 3    | 4    | 鯱ノ里 | 1    | 0    |
| 新海     | 6    | 5    | 外ヶ濱   | 4    | 0    | 大邱山   | 3    | 5    | 高ノ花 | 1    | 0    |
| 髙登     | 1    | 2    | 寳川     | 5    | 1    | 楯甲     | 1    | 0    | 玉碇   | 4    | 1    |
| 太郎山   | 0    | 2    | 筑波嶺   | 1    | 0    | 常ノ花   | 0    | 1    | 劔岳   | 1    | 1    |
| 出羽ヶ嶽 | 5    | 1    | 出羽ノ花 | 1    | 0    | 出羽湊   | 5    | 2    | 天竜   | 1    | 3    |
| 常盤野   | 1    | 0    | 巴潟     | 5    | 0    | 豊國     | 0    | 5    | 名寄岩 | 2    | 2    |
| 錦洋     | 2(1) | 2    | 能代潟   | 3    | 4    | 羽黒山   | 1    | 3    | 幡瀬川 | 5    | 5    |
| 磐石     | 4    | 1(1) | 番神山   | 1    | 0    | 肥州山   | 3    | 1    | 常陸岩 | 1    | 2    |
| 常陸嶋   | 1    | 1    | 藤ノ里   | 2    | 2    | 双葉山   | 1    | 10   | 星甲   | 4    | 1    |
| 前田山   | 0    | 5    | 真鶴     | 3    | 2    | 男女ノ川 | 2    | 13   | 宮城山 | 1    | 2    |
| 武藏山   | 1    | 10   | 山錦     | 2    | 1    | 吉野山   | 1    | 1    | 雷ノ峰 | 0    | 1    |
| 竜王山   | 1    | 0    | 両國     | 4    | 6    | 和歌嶋   | 8    | 2    |        |      |      |